# Markbatis
Markbatis (Lanioturdus torquatus) är en fågel i familjen flikögon inom ordningen tättingar.

## Utbredning och systematik
Fågeln placeras som enda art i släktet Lanioturdus och förekommer i Angola och i sluttningar i centrala Namibia. Den behandlas som monotypisk, det vill säga att den inte delas in i några underarter.

## Status och hot
Arten har ett stort utbredningsområde och tros öka i antal. Internationella naturvårdsunionen IUCN listar den därför som livskraftig (LC).